# مدرسة فيرارا

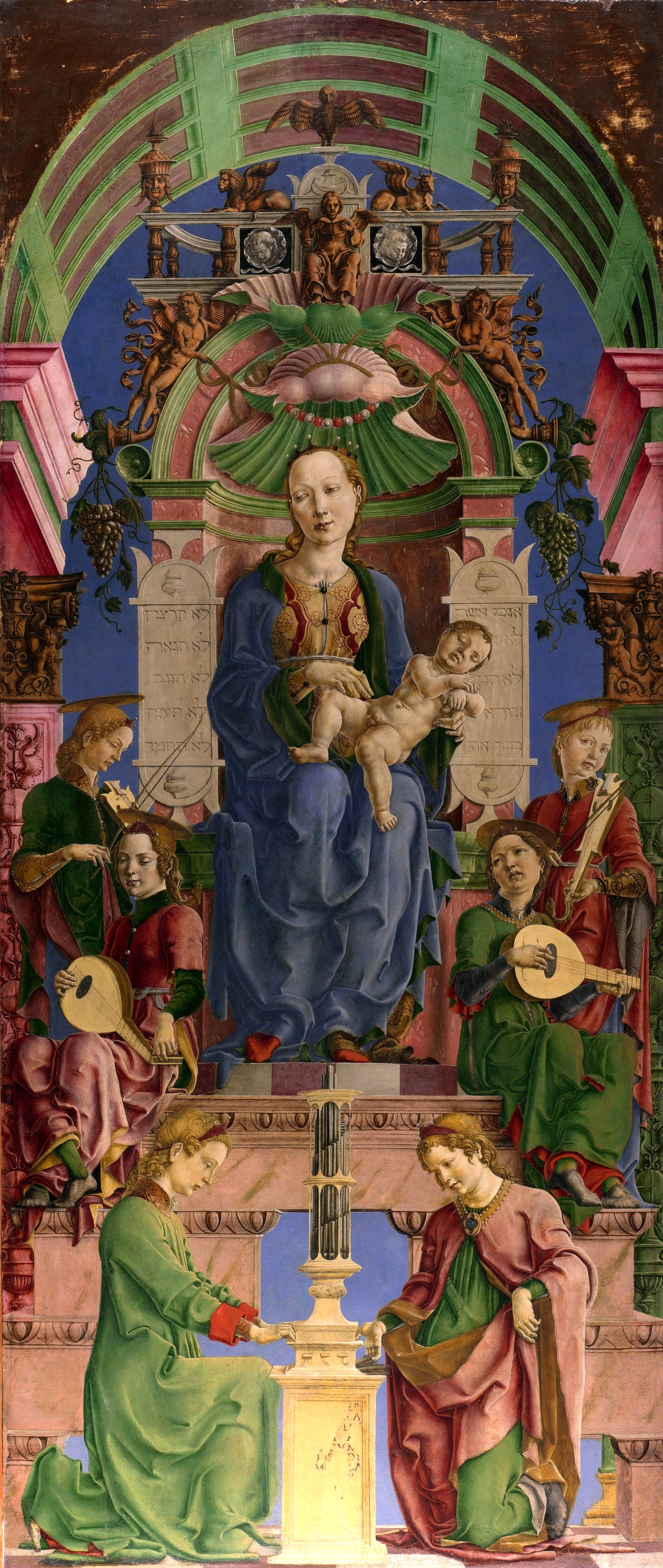

كانت مدرسة فيرارا مجموعة من الرسامين الذين ازدهروا في دوقية فيرارا خلال عصر النهضة. حكمت فيرارا عائلة إستي والمعروف جيدًا برعايتها للفنون. استمرت العائلة في رعايتها للفنون مع وصول إركولي ديستي الأول في 1470 للحكم، واستمرت على تلك الحال حتى وفاة ألفونسو الثاني حفيد ابن إركولي من دون وريث في عام 1597. ثم احتلت الدوقية تباعًا من قبل القوات البابوية والنمساوية. طورت المدرسة أساليب رسم كانت فيما يبدو مزيجًا من التأثيرات من مانتوفا والبندقية ولومبارديا وبولونيا وفلورنسا.